# Gerd Heinrich (zoologiste)
Ne doit pas être confondu avec Gerd Heinrich (historien).
Gerd Hermann Heinrich (7 novembre 1896, Berlin - 17 décembre 1984) est un entomologiste et ornithologiste, notamment connu pour son travail sur les hyménoptères parasites de la famille des Ichneumonidae et pour la description d'espèces d'oiseaux de Célèbes, aux Indes orientales néerlandaises.
La dénomination spécifique de la grenouille Limnonectes heinrichi est dédiée à Gerd Heinrich.